# ألكسندروس تسولتوس
ألكسندروس تسولتوس (مواليد 14 فبراير 1979) هو سبّاح يوناني، مثّل بلاده في الألعاب الأولمبية الصيفية 2004.

## روابط خارجية
ألكسندروس تسولتوس على موقع الاتحاد الدولي للسباحة (الإنجليزية)
- ألكسندروس تسولتوس على موقع أوليمبيديا (الإنجليزية)